# 泉佐野北出入口
泉佐野北出入口（いずみさのきたでいりぐち）は大阪府泉佐野市の阪神高速道路4号湾岸線の出入口。神戸・大阪市内（天保山）方面のみ出入口のあるハーフICである。
2023年（令和5年）3月1日から、入口がETC専用となっている。

## 道路
- 阪神高速4号湾岸線(4-21)

## 料金所

### 泉佐野北料金所
- ブース数：2
  - ETC専用：1
  - サポート：1

## 周辺
- いこらも－る泉佐野（コープいこらも－る泉佐野店）
- 井原里駅

## 隣
阪神高速4号湾岸線
(4-19,4-20)貝塚出入口 - (4-21)泉佐野北出入口 - (4-22)泉佐野南出入口/泉佐野TB（TBは北行のみ）